# Amt Moisburg

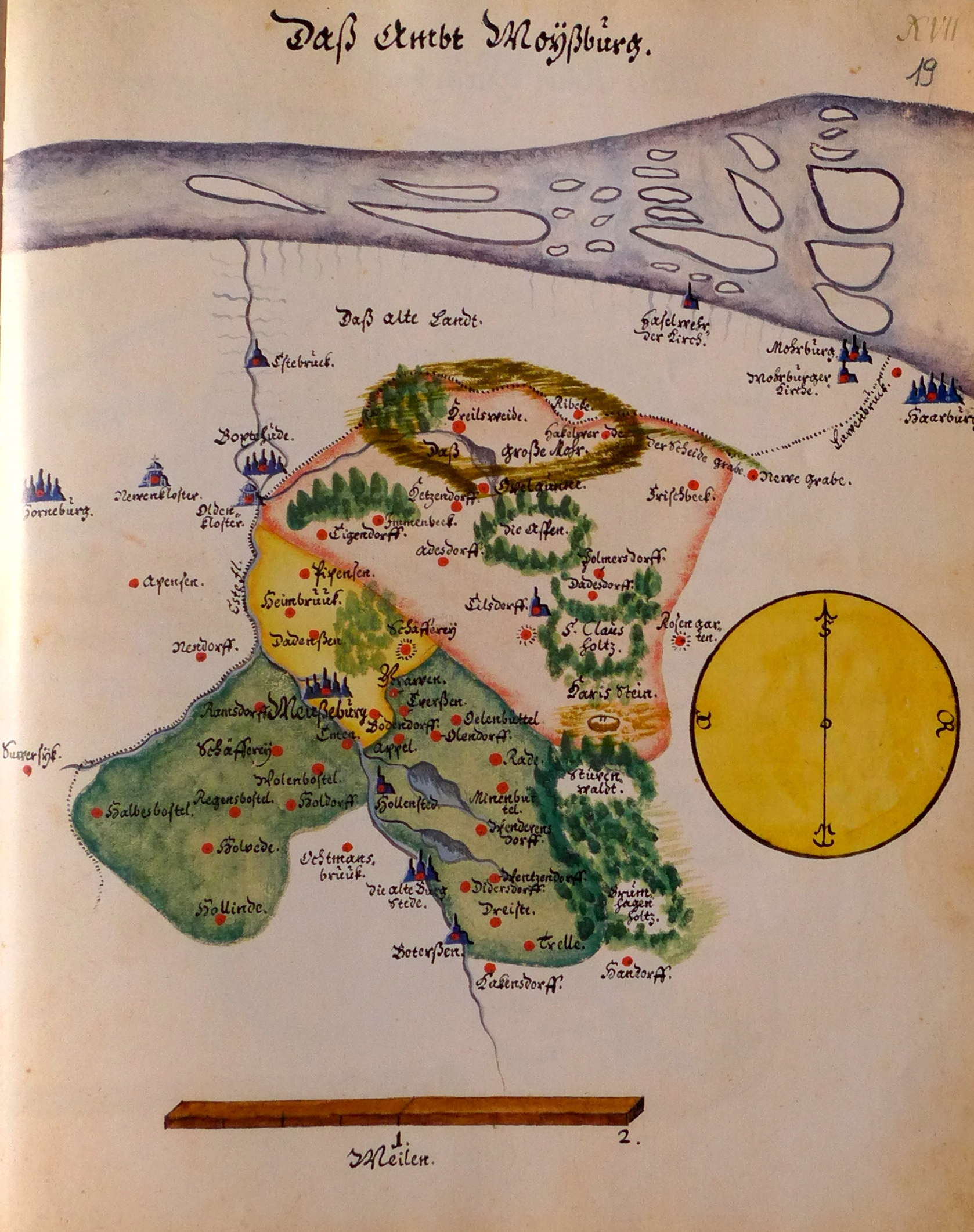
Daß Ambt Meußeburg (1600) im Atlas der Ämter und Vogteien im Fürstentum Lüneburg von Johannes Mellinger

Das Amt Moisburg war bis 1705 Teil des Fürstentums Lüneburg und bis 1859 ein Verwaltungsgebiet in der Landdrostei Lüneburg im Königreich Hannover mit Sitz in Moisburg. Das Amt wurde von einem Amtmann und bis 1816 von einem Amtsschreiber geleitet.

## Geschichte
Bis 1560 war das Amt Moisburg zumeist verpfändet gewesen, unter anderem an die Stadt Lüneburg und den Familien von Oppershausen und von der Wense. 1560 kam das Amt an die Herrschaft Harburg, nach dem Aussterben der Harburger Linie der Welfen 1642 kam es zurück an die Celler Linie und stand seitdem unter landesherrlicher Verwaltung. Der Umfang des Amtes geht im Wesentlichen auf das 16. Jahrhundert zurück, im 15. Jahrhundert sind für die Vogedie Moisedeborg lediglich 17 Ortschaften belegt.
Das Amt Moisburg im Fürstentum Lüneburg gliederte sich im 18. Jahrhundert in
- die Vogtei Moisburg mit 6 Ortschaften,
- die Vogtei Hollenstedt mit 26 Ortschaften und
- die Vogtei Elstorf mit 15 Ortschaften.

1810 nahm Frankreich unter Napoleon das Amt ein. In dieser Franzosenzeit gehörte es bis zum 31. Dezember 1810 zum Departement der Nieder-Elbe im Königreich Westphalen. Danach wurde es dem Département des Bouches de l’Elbe zugeordnet. Das Amt wurde zwischen den Kantonen Buxtehude und Tostedt aufgeteilt. Moisburg selbst wurde in dieser Zeit ein Mairie im Kanton Buxtehude.
1810 bis 1814 war das Mairie Moisburg über den Kanton Buxtehude, das Arrondissement Lüneburg, Département des Bouches de l’Elbe Teil des Französischen Kaiserreichs und bestand aus 3 Papiermühlen und 384 Einwohnern und den Bauerschaften Daensen 91, Elstorf 268, Schwiederstorf 124, Eversen 18, Podendorf 84, Grauen 68, Appel 58, Appelbeck 18, Ovelgönne 105, Moor 25, Wulmstorf 176, Daerstorf 101, Ketzendorf 90, Immenbeck 103, Ardestorf 91, Eyendorf 38, Pippensen 24 und Heimbruch mit 39 Einwohnern.
Nach der Franzosenzeit wurde 1813 der alte Zustand wieder hergestellt und das Amt war Teil der Landdrostei Lüneburg, bevor es 1859 im Amt Tostedt aufging.
1848 war das Amt etwa 255,40 km² groß.

### 1852 bis 1859
Dem Amt Moisburg wurde bei der Verwaltungsreform des Königreichs Hannover 1852 die Vogtei Tostedt aus dem Amt Harburg zugeschlagen. Als Gericht für das Amt wurde 1852 das Amtsgericht Tostedt eingerichtet. Bei der Verwaltungsreform 1859 wurde das Amt aufgelöst und Teil des neuen Amtes Tostedt.

## Einwohner
| Jahr | Einwohner       | Häuser           |
| ---- | --------------- | ---------------- |
| 1810 | 3.886 Einwohner | 403 Feuerstellen |
| 1848 | 4.890 Einwohner | 751 Feuerstellen |
| 1856 | 9.551 Einwohner | 1462 Häuser      |

## Amtmänner
- 1627–: Dietrich Elvendahl
- 1692–1729: Ernst Andreas von Cronhelm
- 1730–1738: Andreas Heinrich von Cronhelm
- 1738–1745: Friedrich Engelhard Koch[6]
- 1742–1752: Werner Adolph Gottlieb von Spörcken
- ~1761: Wilhelm Diedrich Ludowig
- 1770–1790: Johann Ludwig Wolf
- 1791–1797: Claus von Klenck
- 1797–1830: Heinrich Ludwig Sarnighausen (Nach dem Tod des Amtmanns Sarnighausen wurde überlegt, das Amt Moisburg mit dem Amt Harburg zusammenzulegen, daher dauerte es über ein Jahr einen neuen Amtmann zu bestellen.)
- 1824–: Julius Schoenian (Amtsassessor)
- 1831–1834: Christoph Friedrich Sarnighausen
- 1834–1838: Georg Nanne
- 1838–1839: Claus von der Decken
- 1839–1845: Heinrich Holtzermann (Amtsassessor)
- 1845–1859: Carl Anton Ludwig von Hinüber